# 塵袋
『塵袋』（ちりぶくろ）は、鎌倉時代中期、文永末年から弘安4年（1274年-1281年）のころ成立といわれる問答体で書かれた片仮名書きの類書（百科事典形式のこと）である。著者未詳。和漢の故事や言葉の意味など620条について文献学的な語源随筆として書いたもので、天象・神祇・諸国・内裏(巻一)、地儀・植物(巻二)、草・鳥(巻三)、獣・虫(巻四)、人倫(巻五)、人体・人事(巻六)、仏事・宝貨・衣服・管絃(巻七)、雑物(巻八)、飲食・員数・本説・禁忌(巻九)、詞字(巻十)、畳字(巻十一)の24部から成る。
今日に伝わる唯一の伝本は永正5年（1508年）高野山の学僧・印融（1435年-1519年）が74歳の時に書写したもので、昭和46年（1971年）6月22日に重要文化財の指定を受けた（東京国立博物館蔵）。

## 著者
菅原、大江、中原などの博士たち（黒川春村説）、観勝寺の真言僧良胤（岡田希雄説）、江家の正嫡筋（木村紀子説）など諸説ある。このうち、良胤説は良胤を『壒嚢鈔』の著者とし、塵袋は壒嚢鈔の読みかえによる別名という解釈であるが、壒嚢鈔は文安2年から3年（1445年-1446年）に同じ観勝寺の僧行誉によって書かれたことが奥書の自記によって明らかであることから、信憑性には疑問が持たれる（木村紀子の考証による。）

## 記述の特徴
「モロモロノヒガ事ハ一隅ヲマボルニアリ」という一説が本文中に見えるように、語源随筆を書くにあたり現代的な民俗学的態度を重んじており、宮中人が笑う田舎の訛った物言いなどにも関心を払った。また、平易で口語的（「ツネノココチ」）な日常言語、特に素朴な実感の伴う和語について、なぜそのように言われるのかついて考察した。この点において、「ちりぶくろ」という和語の題名を持つことは象徴的であるといえる。また子どもに対する想定問答にも似た卑近な説きおこし方は、幼童教育を意図したものとも考えられる。

## 後世に与えた影響
文安3年（1446年）までに成立の『壒嚢鈔』（観勝寺の行誉著）、ならびに天文元年（1532年）までに成立の『塵添壒嚢鈔』（著者未詳）に転載されるなど影響を与えた。特に江戸期に入ってからは『塵添壒嚢鈔』が開版され、文人や学者などに教養書として珍重された。近現代では柳田国男が塵袋を参照したことが知られている。